# 华脂螨属
华脂螨属（学名：Sinolardoglyphus）为粉螨科的一个属。

## 下级分类
本属包括以下物种：
- 南昌华脂螨 Sinolardoglyphus nanchangensis Z. T. Jiang, 1991[2]